# Eremochrysa (Eremochrysa) pumilis
Eremochrysa (Eremochrysa) pumilis is een insect uit de familie van de gaasvliegen (Chrysopidae), die tot de orde netvleugeligen (Neuroptera) behoort. 
Eremochrysa (Eremochrysa) pumilis is voor het eerst wetenschappelijk beschreven door Banks in 1950.